# Lacs Hearty
Lacs Hearty är sjöar i Kanada.   De ligger i provinsen Québec, i den sydöstra delen av landet, 170 km nordväst om huvudstaden Ottawa. Lacs Hearty ligger 386 meter över havet. Arean är 0,10 kvadratkilometer.
I omgivningarna runt Lacs Hearty växer i huvudsak blandskog. Trakten runt Lacs Hearty är nära nog obefolkad, med mindre än två invånare per kvadratkilometer.